# Mezjdoesjarski
Mezjdoesjarski (Russisch: Междушарский) is een eiland in de Barentszzee, dat onderdeel vormt van de Russische archipel Nova Zembla en als zodanig van de oblast Archangelsk. Het bevindt zich aan de zuidwestzijde van Joezjnyeiland, waarvan het wordt gescheiden door de zeestraat Kostin Sjar. Het heeft een oppervlakte van 748 km² en bestaat uit een heuvelachtige vlakte die kan oplopen tot 101 meter en is bedekt met moerassen en toendravegetatie. Op de rotsachtige kliffen bevinden zich vogelkolonies. De zuidoostelijkste punt wordt Kaap Kostin Nos genoemd.
In de Tweede Wereldoorlog bevond zich er een geheim Duits radiostation en bevoorradingspunt voor onderzeeërs die de Noordelijke Zeeroute onveilig maakten.